# Mashle
Mashle (jap. マッシュル Masshuru) – manga napisana i zilustrowana przez Hajime Kōmoto. Ukazywała się w magazynie Shūkan Shōnen Jump wydawnictwa Shūeisha od stycznia 2020 do lipca 2023 i została zebrana w 18 tankōbonach. W Polsce prawa do jej dystrybucji wykupiło Studio JG. 
Na podstawie mangi studio A-1 Pictures wyprodukowało serial anime, który emitowano od kwietnia do lipca 2023. Drugi sezon był emitowany od stycznia do marca 2024. 

## Fabuła
Akcja dzieje się w fikcyjnym magicznym świecie, w którym pozycja społeczna jest wprost zależna od posiadanej mocy magicznej i biegłości w jej używaniu. Ci, którzy nie posiadają żadnej magii, są eliminowani ze społeczeństwa. Główny bohater, Mash Burnedead, nie posiada jakichkolwiek magicznych zdolności, nadrabia to jednak niezwykłą siłą i sprawnością fizyczną, wyrabianą od małego na codziennych ćwiczeniach. Mieszka on razem z przybranym ojcem, Regro, w głębi puszczy niedaleko miasteczka i razem starają się nie rzucać w oczy funkcjonariuszom panującego porządku. Jednak pewnego dnia chłopak zostaje przyłapany przez jednego z funkcjonariuszy podczas wyprawy do miasteczka po ulubione ptysie. Dostaje wtedy propozycję nie do odrzucenia: musi udać się do szkoły magii Easton – najlepszej w całym kraju – i zostać tak zwanym Boskim Adeptem (jap. 神覚者 Shinkakusha), czyli najzdolniejszym uczniem magii, niemalże religijnie czczonym przez obywateli. Tylko wtedy będzie w stanie razem z ojcem spokojnie żyć, gdyż wszyscy będą musieli uznać jego obecność taką, jaka jest. Mash podejmuje wyzwanie i wyrusza udowodnić całemu światu, że siła jest w stanie pokonać magię. 

## Bohaterowie

### Główni
Mash Burnedead (jap. マッシュ・バーンデッド Masshu Bāndeddo)
Seiyū: Natsuki Hanae (zwiastun 2021), Chiaki Kobayashi (anime) 
Młody chłopak bez umiejętności magicznych, za to z niezwykłą siłą i zwinnością, nierzadko przeczącą logice. Uwielbia ptysie i konsumuje je przy niemal każdej nadarzającej się okazji. Mimo tępawej osobowości i wiecznie kamiennym wyrazie twarzy jest bardzo miły i życzliwy dla innych.
Finn Ames (jap. フィン・エイムズ Fin Eimuzu)
Seiyū: Natsuki Hanae (zwiastun 2021), Reiji Kawashima (anime) 
Kolega Masha z pokoju akademika w szkole Easton. Jest zwykłym uczniem i specjalnie się nie wyróżnia. Jego starszy brat, Rayne, jest obecnym Boskim Adeptem. Magia pozwala mu zamieniać się miejscami z innymi ludźmi.
Lance Crown (jap. ランス・クラウン Ransu Kuraun)
Seiyū: Natsuki Hanae (zwiastun 2021), Kaito Ishikawa (anime) 
Prawdziwy rywal Masha. Gdy jego siostra zapadłą na chorobę odbierającą jej magiczną moc, przysiągł zostać Boskim Adeptem, by nie została zabita w przypadku pełnej utraty zdolności magicznych. Jego charakterystycznym dziwactwem jest niemal szaleńcza obsesja na punkcie siostry. Magia pozawala mu na manipulowanie grawitacją.
Dot Barrett (jap. ドット・バレット Dōto Baretto)
Seiyū: Natsuki Hanae (zwiastun 2021), Takuya Eguchi (anime) 
Samozwańczy rywal Masha. Jest impulsywny, łatwo się irytuje i ma silny kompleks wyższości. Mimo to, w głębi serca jest dobrym człowiekiem. Magia pozwala mu na tworzenie eksplozji.
Lemon Irvine (jap. レモン・アーヴィン Remon Āvin)
Seiyū: Reina Ueda 
Samozwańcza narzeczona Masha. Pochodzi z biednej rodziny i przybyła do akademii, by pomóc swoim rodzicom. Zakochała się w Mashu po tym, jak pomógł jej z testem i pomyliła jego słowa o uspokojenie się z oświadczynami. Mówi bardzo cicho i jest lekko stuknięta.

### Dom Adlera
Pierwszy dom szkoły magii Easton. Trafiają tu osoby odważne i pewne siebie. Ich symbolem jest orzeł.
Rayne Ames (jap. レイン・エイムズ Rein Eimuzu)
Seiyū: Yūki Kaji 
Starszy brat Finna, obecny Boski Adept. Jest bardzo poważny, ale jego słabością są króliki. Magia pozwala mu na tworzenie i manipulowanie mieczami, ma przydomek laska miecza.
Tom Knowles (jap. トム・ノエルズ Tomu Noeruzu)
Seiyū: Wataru Komada 
Senior domu Adlera i członek zespołu Duelo. Podobnie jak Dot jest impulsywny, jednak w porównaniu z nim jest dużo bardziej przyjacielski i żywiołowy. Bardzo charakterystyczne jest dla niego porównywanie ludzi do bambusów.
Max Land (jap. マックス・ランド Makkusu Rando)
Seiyū: Makoto Furukawa 
Również senior domu Adlera i kandydat na Boskiego Adepta, dobry kolega Rayne'a. Dołączył do egzaminów na adepta, by chronić juniorów, o których bardzo dba. Magia pozwala mu na manipulację rozmiarem obiektów.

### Dom Langa
Drugi dom szkoły magii Easton. Trafiają tu osoby zdolne i ambitne. Ich symbolem jest wilk. 
Abel Walker (jap. アベル・ウォーカー Aberu Wōkā)
Seiyū: Yūichirō Umehara 
Prefekt domu Langa i lider Magia Lupus. Jest szlachcicem, który uważa, że wszyscy ludzie, włącznie z nim samym, to zwykłe bestie, które należy kontrolować. Ponadto nienawidzi chłopów, gdyż jego matka została przez jednego z nich zamordowana mimo tego, że chciała mu pomóc. Magia pozwala mu tworzyć, manipulować i zmieniać ludzi w marionetki.
Abyss Razer (jap. アビス・レイザー Abisu Reizā)
Seiyū: Yuki Kaida (zwiastun 2021), Hiroki Nanami (anime) 
Drugi kieł Magia Lupus i najlepszy przyjaciel Abla, fanatycznie mu oddany. Dzięki umiejętności diablego oka, pozwalającej mu czasowo blokować magię innej osoby, Abyss był jednocześnie obiektem strachu i nienawiści w społeczeństwie, dopóki nie poznał Abla. Dzięki tej znajomości stał się w pełni świadomy swoich zdolności. Magia pozwala mu tworzyć strzały pozwalające mu poruszać się tak szybko, by ludzkie oko nie było w stanie go dojrzeć.
Wirth Mádl (jap. ワース・マドル Wāsu Madoru)
Seiyū: Kent Itō 
Trzeci kieł Magia Lupus. Przez to, że jego ojciec jest wysokim urzędnikiem w Biurze Magii, a jego starszy brat jest Boskim Adeptem, jest on pod ogromną presją, by jak najszybciej piąć się wyżej w hierarchii społecznej. Magia pozwala mu kontrolować błoto.
Milo Genius (jap. マイロ・ジェーニアス Mairo Jēniasu)
Seiyū: Shūichirō Umeda 
Czwarty kieł Magia Lupus. Jest uczniem pierwszego roku i uchodzi za cudowne dziecko wśród Magia Lupus. Magia pozwala mu manipulować kamieniem.
Love Cute (jap. ラブ・キュート Rabu Kyūto)
Seiyū: Aoi Koga 
Piąty kieł Magia Lupus. Jest niezwykle arogancka i przekonana, że wszystko istnieje tylko po to, by jej służyć. Magia pozwala jej przyzywać tornada.
Andrew Olore (jap. オロル・アンドリュー Ororu Andoryū)
Seiyū: Kenji Nomura 
Szósty kieł Magia Lupus. Mimo niezwykłego wyglądu ma bardzo przyziemny sposób bycia. Magia pozwala mu tworzyć małe podwodne wymiary oraz zmieniać się w rekina.

### Dom Orca
Trzeci dom szkoły magii Easton. Trafiają tu osoby mądre i chętne do nauki. Ich symbolem jest orka.
Margarette Macaron (jap. マーガレット・マカロン Māgaretto Makaron)
Seiyū: Takehito Koyasu 
Prefekt domu. Ma obsesję na punkcie sosu tatarskiego i silnych przeciwników. Magia pozwala jej manipulować dźwiękiem.
Carpaccio Luo-Yang (jap. カルパッチョ・ローヤン Karupaccho Rōyan)
Seiyū: Kōki Uchiyama 
Student, którego wybrał Mistrz Cane. Magia pozwala mu przenosić własne obrażenia na swoich przeciwników.

### Innocent Zero
Syndykat zbrodni, uwikłany w morderstwa, handel ludźmi i magicznymi stworzeniami oraz narkotyki.
Innocent Zero (jap. イノセントゼロ Inosento Zero)
Seiyū: Shin’ichirō Miki 
Lider przestępczej organizacji o tej samej nazwie. Ma umiejętność zmiany wyglądu, przeważnie podszywa się za zwykłych, niezwracających na siebie uwagi mężczyzn. Magia pozwala mu manipulować czasem.
Cell War (jap. セル・ウォー Seru Wō)
Seiyū: Natsuki Hanae 
Klon stworzony przez Innocent Zero. Magia pozwala mu na tworzenie i manipulację węglem, a przy pewnym rozszerzeniu, również diamentami.

## Manga
Seria ukazywała się od 27 stycznia 2020 do 3 lipca 2023 w magazynie Shūkan Shōnen Jump wydawnictwa Shūeisha. Jej rozdziały zostały potem zbierane w 18 tankōbonach, opublikowanych między 4 czerwca 2020 a 4 października 2023. 
Za dystrybucję w języku angielskim odpowiada Viz Media, a w języku polskim Studio JG. 

## Anime
Adaptacja anime została zapowiedziana w lipcu 2022 roku w 31 numerze magazynu Shūkan Shōnen Jump, a Aniplex już 3 lipca na swoim panelu podczas Anime Expo zaprezentował angielską wersję zwiastuna. Za produkcję odpowiada studio A-1 Pictures, a za reżyserię Tomoya Tanaka. Scenariusz napisał Yōsuke Kuroda, projekty postaci przygotował Hisashi Toshima, a muzykę skomponował Masaru Yokoyama. Seria była emitowana od 8 kwietnia do 1 lipca 2023 w Tokyo MX i innych stacjach. Według oficjalnej strony serii, ma być to „kompletna” adaptacja anime. 
Po emisji dwunastego odcinka zapowiedziano powstanie drugiego sezonu. Emisja serii, zatytułowanej Mashle: Shinkakusha kōho senbatsu shiken-hen, rozpoczęła się 6 stycznia i zakończyła 30 marca 2024. 

### Ścieżka dźwiękowa
| Sezon          | Tytuł                                                             | Wykonawcy              | Źródło   |
| Czołówka       | Czołówka                                                          | Czołówka               | Czołówka |
| -------------- | ----------------------------------------------------------------- | ---------------------- | -------- |
| 1              | „Knock Out”                                                       | Taiiku Okazaki         | [ 4 ]    |
| 2              | „Bling-Bang-Bang-Born”                                            | Creepy Nuts            | [ 24 ]   |
| Napisy końcowe |                                                                   |                        |          |
| 1              | „Shū Cream Funk” (jap. シュークリーム・ファンク Shū kurīmu fanku) | Philosophy no Dance    | [ 4 ]    |
| 2              | „Tokyo’s Way” (jap. トーキョーズ・ウェイ！ Tōkyōzu uei!)          | Shiritsu Ebisu Chugaku | [ 10 ]   |

## Odbiór
W 2020 roku manga została nominowana w 6 edycji Next Manga Award zajmując 11 miejsce na 50 z wynikiem 12 894 głosów. Seria zajęła trzecie miejsce w rankingu rekomendowanych komiksów ogólnonarodowych pracowników księgarń z 2021 roku prowadzonym przez Honya Club. Mashle zostało również nominowane do nagrody Shōgakukan Manga w kategorii shōnen w 2021 roku. 